# Glycyphana harashimai
Glycyphana harashimai är en skalbaggsart som beskrevs av Sakai 2007. Glycyphana harashimai ingår i släktet Glycyphana och familjen Cetoniidae. Inga underarter finns listade i Catalogue of Life.